# Wilhelm Windelband
Wilhelm Windelband (født 11. maj 1848 i Potsdam, død 22. oktober 1915 i Heidelberg) var en tysk filosof.
Windelband, der var professor i Zürich, Strassburg og Heidelberg, har foruden en række historiske værker og afhandlinger skrevet Präludien (1884, 8. oplag 1921) og Über Willensfreiheit (1904, 7. oplag 1905) og Einleitung in der Philosophie (1914, 2. oplag 1920); han tilhørte nykantianernes kreds og sluttede sig til Marburgskolen i afvisningen af Ding an sich, men adskiller sig fra den ved at sammenfatte erkendelsesteorien med etik og æstetik til en værdilære, hvorefter der også for tænkningen gælder en vurderingspligt, der fører til afgørelsen af, om dommene er rigtige eller falske, hvilket er det samme som bestemmelse af, hvad der er værdifuldt. Desuden opstillede Windelband en skarp distinktion mellem nomotetiske videnskaber, som søgte at opstille almengyldige love, og idiografiske, der blot kunne erkende og beskrive det individuelle, mennesker og begivenheder.